# San Carlos (Salta)
San Carlos es la localidad cabecera del departamento San Carlos, provincia de Salta, Argentina. Es un pueblo histórico de los Valles Calchaquíes. Se encuentra a 20 km al norte de la ciudad de Cafayate, sobre la Ruta Nacional 40.
Las áreas más antiguas del pueblo de San Carlos fueron declaradas Lugar Histórico Nacional en 1975, por Decreto 370 del Poder Ejecutivo de la Nación.

## Toponimia
Epónimo de San Carlos de Borromeo. 
El nombre del pueblo proviene de la Misión Jesuítica San Carlos Borromeo que se instaló en sus inmediaciones hacia 1646.

## Historia
El rey de España en 1571 había ordenado a Jerónimo Luis de Cabrera, por intermedio del virrey Toledo, que fundase una ciudad en el valle de Salta. Dicha fundación recién la pudo concretar el entonces Gobernador del Tucumán, Hernando de Lerma, en 1582. Un año antes, Lerma reunió en el cabildo de Santiago del Estero a los antiguos vecinos de la Gobernación para votar por su posible localización: en el valle de Salta o en el valle Calchaquí, habida cuenta de la importancia estratégica en distintos recursos que ofrecía este último. La diferencia resultó ser de solo un voto a favor de Salta. 
En este espacio del valle Calchaquí se fundaron cuatro poblados de españoles, todos ellos de efímera duración:
1°. El segundo emplazamiento de El Barco, fundada en 1551 por Juan Núñez del Prado. La primera fundación se realizó en 1550 en algún punto no muy lejano de la actual San Miguel de Tucumán. Debió ser trasladada 25 leguas de distancia por las difícil situación que pasaban los vecinos del pueblo ante las sublevaciones indígenas y los conflictos jurisdiccionales con Francisco de Villagra, lugarteniente de Valdivia en Chile. Núñez del Prado situó Barco 2 en las cercanías del actual San Carlos. En 1552 debió ser trasladada nuevamente por orden del Virrey, esta vez a 50 leguas, situándose en las cercanías de Santiago del Estero.
2°. Córdoba del Calchaquí, fundada en 1559 por Juan Pérez de Zurita. Esta población, junto con Londres y Cañete, debían constituir un triángulo de fortificaciones en amparo de Santiago del Estero. Contando con muy pocos hombres, Córdoba de Calchaquí no pudo defenderse de las represalias del cacique Juan Calchaquí, quien destruyó las tres locaciones en 1562 frente a los agravios sufridos por el entonces Gobernador Gregorio Castañeda.
3°. San Clemente de la Nueva Sevilla, fundada en 1577 por Gonzalo de Abreu y Figueroa, quien había asumido el cargo de Gobernador 7 años antes y desde entonces tenía la orden y los medios para reconstruir Londres y hacer una nueva fundación en Salta. Recién en 1577 partió de San Miguel de Tucumán y se detuvo cerca de San Carlos en donde funda la primera (de tres) San Clemente, sobre o en las inmediaciones de Córdoba  del Calchaquí. La fuga de soldados y los ataques constantes de los calchaquíes obligaron a Abreu a huir hacia el valle de Salta, donde funda San Clemente dos veces más.
4°. Nuestra Señora de Guadalupe, fundada en 1631 por Felipe de Albornoz, sobre o en las cercanías de las antiguas Córdoba y San Clemente. Este no fue propiamente un pueblo, sino un fuerte pertrechado de armamento y 50 soldados levantado en ocasión de las segundas Guerras Calchaquíes.
En 1646 los jesuitas establecieron la Misión de San Carlos Borromeo en el sitio de la parcialidad de los indios anguingastas. Esta no fue la única instalación jesuítica en el valle. Previamente se registran 4 misiones más, algunas de ellas funcionando sincrónicamente en otros puntos cercanos del valle. Este sitio de Anguingasta se encontraba en las inmediaciones del actual pueblo de San Carlos. La Misión fue destruida en 1658, al comienzo de la última de las guerras calchaquíes. Después de esto, los jesuitas nunca volvieron a instalarse en el Valle Calchaquí.
Tras la derrota definitiva de los grupos calchaquíes hacia 1666, los valles fueron casi despoblados ya que la mayoría de su población nativa fue trasladada y repartida en varias provincias, incluso hasta Córdoba y las cercanías de Buenos Aires.  
Teniendo en cuenta la fertilidad del valle y su ubicación estratégica, los colonos españoles se establecieron desde principios del siglo XVIII formando una floreciente población que se conocía como la hacienda de San Carlos, el paraje de Animaná y el potrero de Cafayate. 
En la época de la independencia, San Carlos era la más importante población vallista —de marcada tendencia peninsular— y se constituye en el centro de la reacción realista dirigida por el coronel Aramburú. En 1813 los oficiales de Pío Tristán saquearon el pueblo y destruyeron todo, para que no cayera en poder de las fuerzas patriotas que —después de la batalla de Tucumán— avanzaban hacia Salta. En los meses siguientes, la población se había pronunciado por la causa independentista, de modo que allí fue auxiliado con mulas y caballos en 1817 el entonces teniente coronel Gregorio Aráoz de Lamadrid, cuando dirigía una incursión hacia el Alto Perú.

## Iglesia de San Carlos Borromeo - San Carlos 1801/1854
En 1719, el Maestre de Campo Fernando de Lisperguer y Aguirre hizo levantar una capilla en su Hacienda de San Carlos. La construcción de la iglesia actual comenzó en 1801, y fue consagrada en 1854. Esta iglesia, la de mayor tamaño en los Valles Calchaquíes y la única allí con crucero y cúpula, muestra la importancia que tuvo en su momento la región: San Carlos llegó a disputar a la ciudad de Salta el honor de ser capital de la provincia.
La aparición de elementos estilísticos europeizantes evidencia la voluntad de diferenciar y exaltar el edificio de la iglesia. Un fortísimo cimbronazo del sismo de 1930 resintieron el techo original, abovedado, lo que obligó a reemplazarlo por cabriadas y chapas de zinc; quedó así alterada la calidad espacial de la nave única, de gruesos muros portantes de adobe. Los brazos del crucero y la cabecera conservan las bóvedas armadas sobre vigas de madera, apoyadas en arcos de medio punto. El fondo del ábside está cubierto por un retablo de albañilería, según lo acostumbrado en todo el Valle. Una notable imaginería popular de estilo hispánico enriquece los altares. En la fachada, los luminosos planos de las torres contrastan con las sombras del gran arco cobijo superior y el pórtico de acceso, caracterizado por las columnas que, rotadas respecto al plano general, sostienen tres arcos de medio punto.

## Turismo

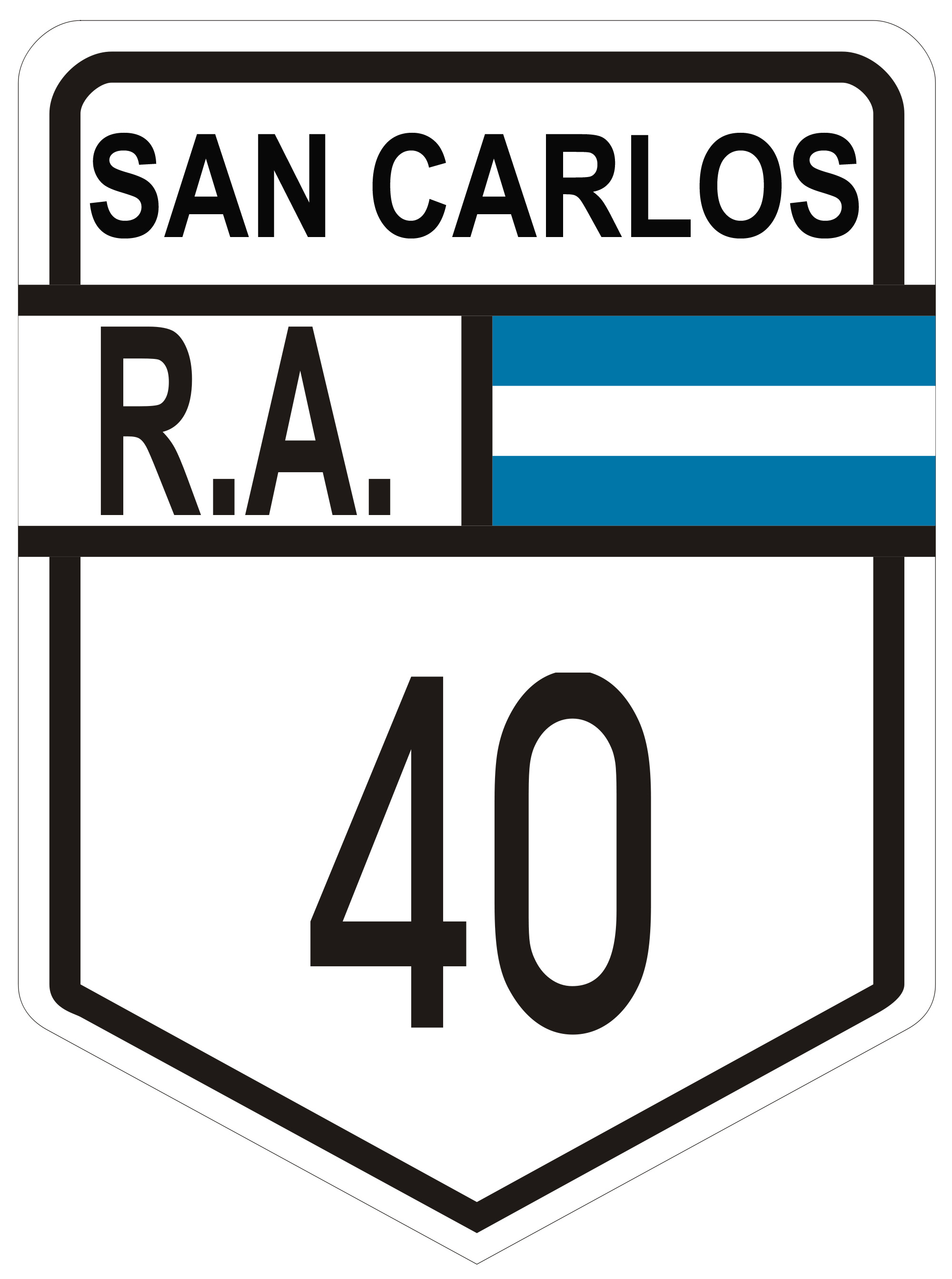
San Carlos forma parte del circuito turístico de la Ruta nacional 40.

Festivales y ferias para participar de ellas, algunas son movibles como Fiesta del barro Calchaquí, Festival artesanal de los Valles. Por la proximidad de Cafayate, muchos jóvenes optan por las "discos" de allí.
En febrero, participar del auténtico carnaval vallisto entre copleros, enharinados y mucha albahaca. 
En el pueblo trabajan y comercializan sus productos artesanos que trabajan telas, cuero, cerámica, simbol y vinos regionales.
Posee hostería y camping municipal.
Su Fiesta Patronal es el 4 de noviembre, fecha en que sus pobladores llevan en andas por las calles a su santo patrono, San Carlos de Borromeo.

### Atractivos del pueblo
- Cascada de Celia: situada a 3 km al norte, es una caída de agua artificial en el Canal de los Sauces rodeada de álamos.
- San Lucas: a 12 km al oeste, es un caserío donde abundan higos y nueces.
- Peñas Blancas: a 5 km donde existía un cementerio indígena.
- Río Calchaquí: lugar donde los aficionados a la pesca pueden capturar abundantes ejemplares. La RN 40 acompaña su curso.
- Posee camping y hostales para aquellos que deseen visitar.

## Población
Contaba con 1,887 habitantes (Indec, 2001), lo que representa un incremento del 26,5% frente a los 1,492 habitantes (Indec, 1991) del censo anterior. Según el último censo del año 2010, ahora cuenta con una población de 6.927 habitantes.

## Geografía

### SISMICIDAD
La sismicidad del área de Salta es frecuente y de intensidad baja, y un silencio sísmico de terremotos medios a graves cada 40 años

Área de Media Sismicidad con 6,1 Richter, hace 15 años, otro cimbronazo hace 76 años con 7,0 Richter

### CLIMA
Clima desértico templado
| Parámetros climáticos promedio de San Carlos, Salta   | Parámetros climáticos promedio de San Carlos, Salta | Parámetros climáticos promedio de San Carlos, Salta | Parámetros climáticos promedio de San Carlos, Salta | Parámetros climáticos promedio de San Carlos, Salta | Parámetros climáticos promedio de San Carlos, Salta | Parámetros climáticos promedio de San Carlos, Salta | Parámetros climáticos promedio de San Carlos, Salta | Parámetros climáticos promedio de San Carlos, Salta | Parámetros climáticos promedio de San Carlos, Salta | Parámetros climáticos promedio de San Carlos, Salta | Parámetros climáticos promedio de San Carlos, Salta | Parámetros climáticos promedio de San Carlos, Salta | Parámetros climáticos promedio de San Carlos, Salta |
| Mes                                                   | Ene.                                                | Feb.                                                | Mar.                                                | Abr.                                                | May.                                                | Jun.                                                | Jul.                                                | Ago.                                                | Sep.                                                | Oct.                                                | Nov.                                                | Dic.                                                | Anual                                               |
| ----------------------------------------------------- | --------------------------------------------------- | --------------------------------------------------- | --------------------------------------------------- | --------------------------------------------------- | --------------------------------------------------- | --------------------------------------------------- | --------------------------------------------------- | --------------------------------------------------- | --------------------------------------------------- | --------------------------------------------------- | --------------------------------------------------- | --------------------------------------------------- | --------------------------------------------------- |
| Temp. máx. abs. (°C)                                  | 38.2                                                | 36.8                                                | 35.5                                                | 33.1                                                | 34.6                                                | 32.1                                                | 33.1                                                | 34.5                                                | 36.0                                                | 38.3                                                | 38.8                                                | 37.6                                                | 38.8                                                |
| Temp. máx. media (°C)                                 | 29.9                                                | 29.6                                                | 28.9                                                | 26.2                                                | 23.3                                                | 20.6                                                | 20.8                                                | 23.5                                                | 25.2                                                | 28.5                                                | 29.9                                                | 30.6                                                | 26.4                                                |
| Temp. media (°C)                                      | 22.7                                                | 22.1                                                | 21.2                                                | 17.4                                                | 13.4                                                | 10.3                                                | 10.6                                                | 13.5                                                | 15.2                                                | 19.1                                                | 21.2                                                | 22.5                                                | 17.4                                                |
| Temp. mín. media (°C)                                 | 15.6                                                | 14.6                                                | 13.6                                                | 8.7                                                 | 3.5                                                 | 0.1                                                 | 0.5                                                 | 3.5                                                 | 5.2                                                 | 9.7                                                 | 12.5                                                | 14.4                                                | 8.5                                                 |
| Temp. mín. abs. (°C)                                  | 6.8                                                 | 6.3                                                 | 5.6                                                 | -0.4                                                | -7.2                                                | -9.5                                                | -8.7                                                | -6.0                                                | -4.0                                                | -0.4                                                | -0.6                                                | 5.0                                                 | -9.5                                                |
| Precipitación total (mm)                              | 48.3                                                | 13.6                                                | 8.4                                                 | 2.6                                                 | 0.0                                                 | 1.0                                                 | 0.4                                                 | 0.2                                                 | 0.4                                                 | 1.7                                                 | 5.8                                                 | 26.8                                                | 109.2                                               |
| Horas de sol                                          | 244.9                                               | 226.0                                               | 241.8                                               | 240.0                                               | 244.9                                               | 228.0                                               | 241.8                                               | 254.2                                               | 255.0                                               | 257.3                                               | 261.0                                               | 251.1                                               | 2946.0                                              |
| Humedad relativa (%)                                  | 64                                                  | 63                                                  | 65                                                  | 65                                                  | 62                                                  | 59                                                  | 55                                                  | 54                                                  | 53                                                  | 55                                                  | 57                                                  | 60                                                  | 60                                                  |
| Fuente: Instituto Nacional de Tecnología Agropecuaria |                                                     |                                                     |                                                     |                                                     |                                                     |                                                     |                                                     |                                                     |                                                     |                                                     |                                                     |                                                     |                                                     |

## Parroquias de la Iglesia católica en San Carlos
| Prelatura territorial | Cafayate            |
| --------------------- | ------------------- |
| Parroquia             | San Carlos Borromeo |

## Galería de imágenes

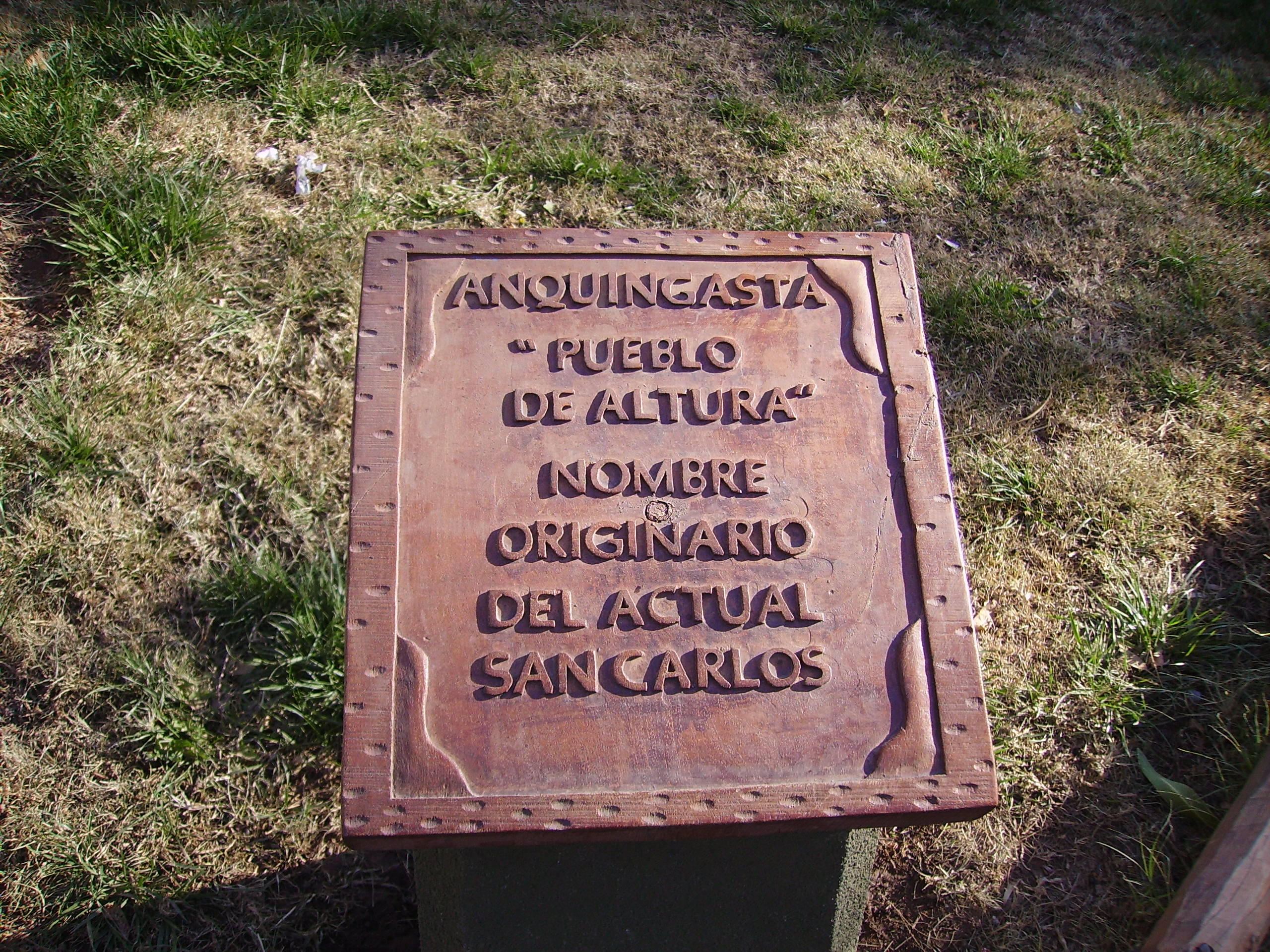
Uno de los carteles en la plaza de San Carlos
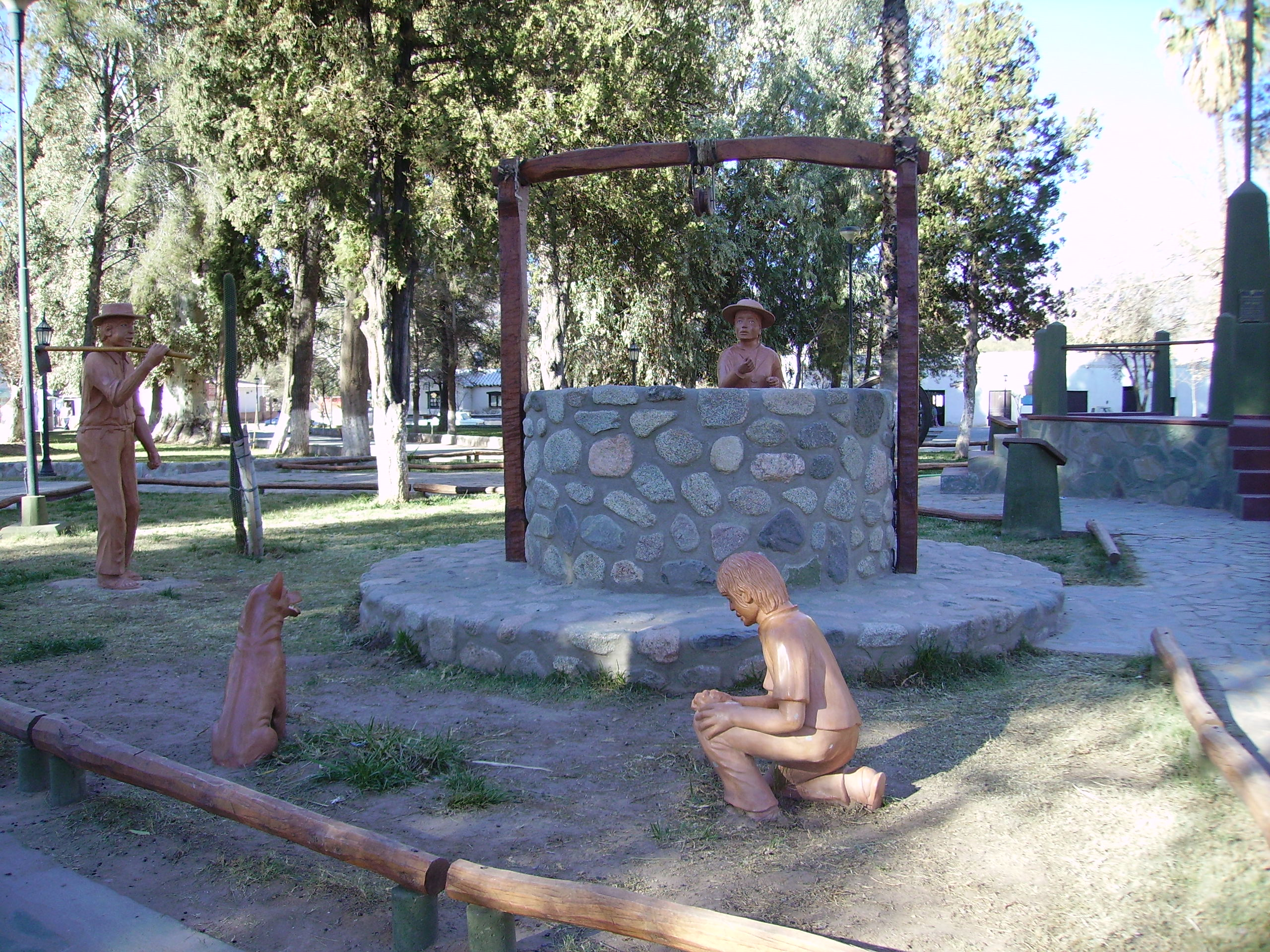
Esculturas alrededor del aljibe histórico
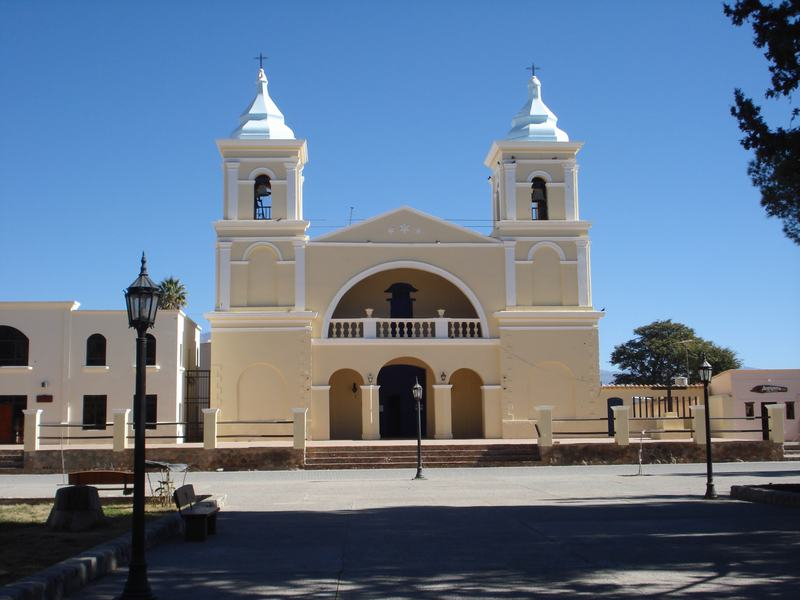
Iglesia de San Carlos
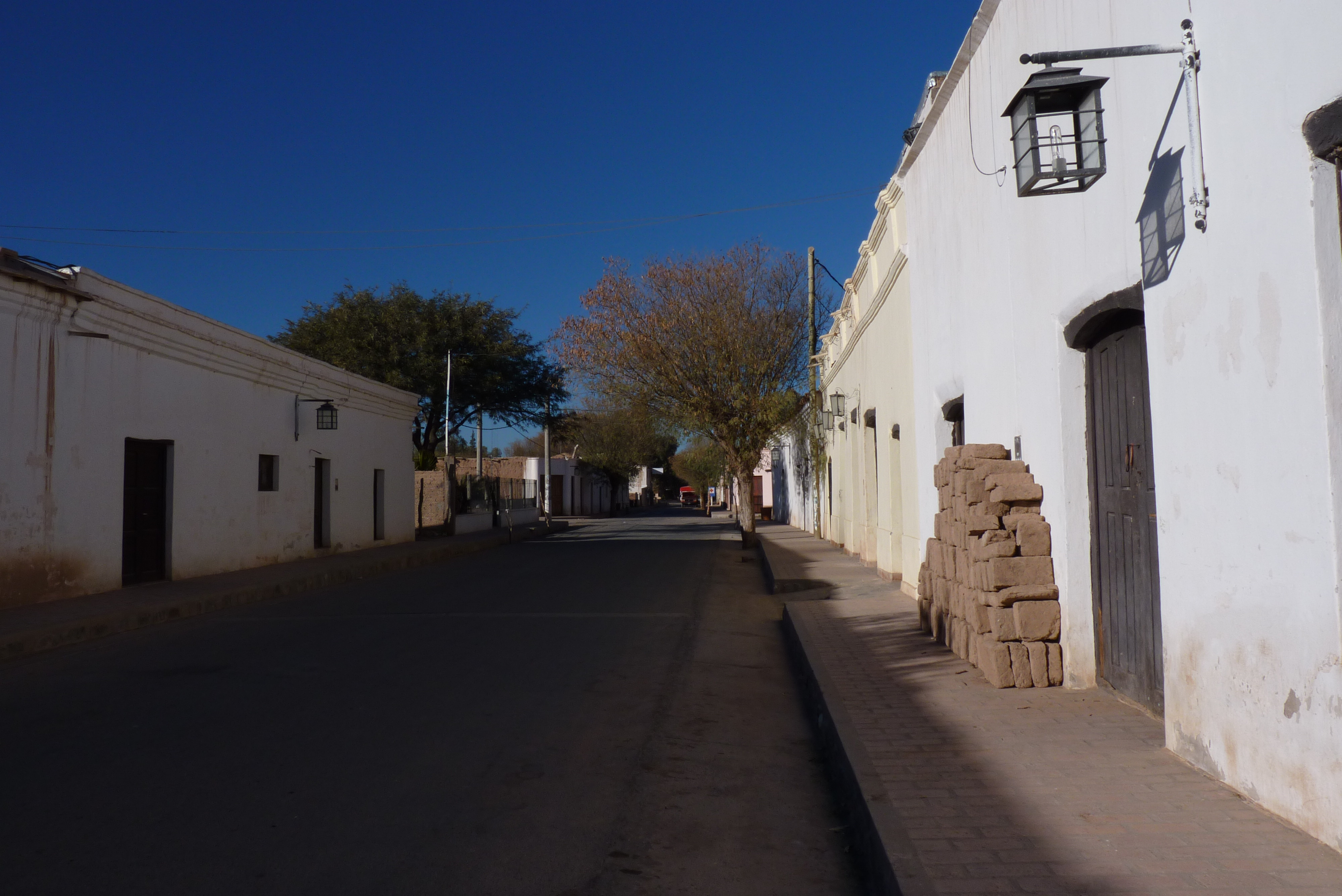
Vista de uno de los ejes urbanos más antiguos de San Carlos